# Lorraine Hillas
Lorraine Hillas (Brisbane, 11 de diciembre de 1961) es una exjugadora australiana de hockey sobre césped.

## Trayectoria
Hillas tuvo su primera participación olímpica en los Juegos Olímpicos de Los Angeles 1984. En el año 1986 participó, con la selección australiana, en el Mundial de Amstelveen. En los Juegos Olímpicos de Seúl 1988 ganó la primera medalla de oro de su selección, al derrotar en la final a Corea del Sur.